# Кінський ярмарок у Барнеті
«Кінський ярмарок у Барнеті»(англ. Barnet Horse Fair) — німий короткометражний документальний фільм Вільяма Поля. Прем'єра відбулася у Великій Британії 1896 року. В наш час[коли?] фільм вважається загубленим.

## Сюжет
Сюжет розгортається в XVI столітті, перед тим, як перегони в  Барнеті (тепер район Лондона) стали щорічними.

## Цікаві факти
- Деякі коні, зняті у фільмі, на початку XX століття були продані, а деякі були відпущені в поголів'я.